# 그리움은 가슴마다 (1967년 영화)
"그리움은 가슴마다"는 한국에서 제작된 장일호 감독의 1967년 영화이다. 김지미 등이 주연으로 출연하였고 박규옥 등이 제작에 참여하였다.

## 출연

### 주연
- 김지미
- 윤정희
- 남진
- 이대엽
- 허장강
- 정민

## 기타
- 조명: 김경일
- 녹음: 손인호
- 미술: 박석인